# 1705
1705 (MDCCV) je bilo navadno leto, ki se je po gregorijanskem koledarju začelo na četrtek, po 11 dni počasnejšem julijanskem koledarju pa na ponedeljek.

## Dogodki
- 1. januar

## Rojstva
- 21. junij - David Hartley, angleški filozof in psiholog († 1757)

## Smrti
- 5. april - Ito Jinsai, japonski konfucijanski filozof (* 1627)
- 16. avgust - Jakob Bernoulli I., švicarski matematik (* 1654)
- 11. oktober - Guillaume Amontons, francoski fizik, izumitelj (* 1663)